# Drapelul Republicii Dominicane

Drapelul Republicii Dominicane -- Proporțiile steagului - 2:3

Drapelul Republicii Dominicane reprezintă Republica Dominicană și împreună cu stema și imnul național, are statutul de simbol național. Albastrul de pe steag reprezintă libertate, albul reprezinta mântuirea și roșul reprezinta sângele eroilor. Steagul civil urmează același design, dar fără stema din centru. Steagul a fost proiectat de Juan Pablo Duarte. 
Așa cum este descris în articolul 21 din Constituția Dominicană, drapelul prezintă o cruce albă centrată care se extinde până la margini și împarte steagul în patru dreptunghiuri; cele de sus sunt albastre (cel din partea spre lance) și roșu, iar cele de jos sunt roșu (cel din partea spre lance) și albastru. Stema națională este alcătuită de un scut având designul steagului (în ceea ce privește culorile și dispunerea lor) este flancat de o ramură de lauri (în stânga) și o frunză de palmier (în dreapta), se află în centrul crucii. Deasupra scutului, o panglică albastră afișează motto-ul național Dios, Patria, Libertad (Dumnezeu, Patrie, Libertate). Sub scut, cuvintele República Dominicana apar pe o panglică roșie (această panglică roșie este descrisă în versiuni mai recente ca având vârfurile orientate în sus). În centrul scutului, flancată de trei sulițe pe fiecare parte este o Biblie cu o cruce mică deasupra ei și se spune că Biblia este deschisă la Evanghelia lui Ioan, capitolul 8, versetul 32, unde se poate citi Y la verdad os hará libres (Și adevărul te va face liber).
Steagul Republicii Dominicane este aproape identic cu drapelul ținutului Perm, un stat federal al Rusiei

## Alte steaguri

Steagul armatei
Steag naval
Pavilion naval
Steagul Forțelor aeriene
Steagul Poliției
Steagul Puterii Judiciare și al Curții Supreme